# Georgi Asparuchow
Georgi Asparuchow (ur. 4 maja 1943 w Sofii, Bułgaria, zm. 30 czerwca 1971) – bułgarski piłkarz.
Asparuchow był napastnikiem drużyny Lewski Sofia w sezonie 1960/61 i w sezonach od 1964 do 1971. W międzyczasie grał dla innej bułgarskiej drużyny Botew Płowdiw, kiedy równolegle służył w wojsku. W lidze bułgarskiej rozegrał 245 meczów i strzelił 150 goli. W Europie zasłynął po meczu 1/8 finału Pucharu Miast Targowych, kiedy Lewski Sofia zmierzył się z Benficą Lizbona. Asparuchow rozegrał wtedy dwa świetne mecze, w których strzelił w sumie cztery bramki (po dwie w domu i na wyjeździe). Benfica była gotowa zapłacić za niego każde pieniądze, lecz w czasach zimnej wojny przejście z bułgarskiego klubu do portugalskiego było niemożliwe.
Georgi Asparuchow rozegrał w reprezentacji kraju 50 spotkań i strzelił w nich 19 bramek. Był też jedynym Bułgarem, któremu udało się strzelić bramkę Anglikom na Wembley. Razem z reprezentacją występował na mistrzostwach świata w Chile w 1962 i w Anglii cztery lata później.
Zginął tragicznie w wypadku samochodowym 30 czerwca 1971 roku. Na jego pogrzeb przyszło ok. 200 tys. mieszkańców Sofii. Wraz z nim w wypadku zginął Nikoła Kotkow. Od 1990 roku jego imię nosi stadion Lewskiego Sofia.